# HMS Foley (K474)
HMS Foley (K474) là một tàu frigate lớp Captain của Hải quân Hoàng gia Anh hoạt động trong Chiến tranh Thế giới thứ hai. Nó nguyên được Hoa Kỳ chế tạo như chiếc USS Gillette (DE-270), một tàu hộ tống khu trục lớp Evarts, và chuyển giao cho Anh Quốc theo Chương trình Cho thuê-Cho mượn (Lend-Lease). Nó là chiếc tàu chiến thứ hai của Hải quân Anh được đặt tên theo Đô đốc Sir Thomas Foley (1757-1833), người từng tham gia cuộc Chiến tranh Cách mạng Pháp. Nó đã phục vụ cho đến khi chiến tranh kết thúc tại Châu Âu, hoàn trả cho Hoa Kỳ năm 1945 và đổi tên thành USS Foley (DE-270), nhưng rút biên chế và xóa đăng bạ ngay sau đó. Cuối cùng nó bị bán để tháo dỡ vào năm 1946.

## Thiết kế và chế tạo
Những tàu frigate lớp Captain thuộc phân lớp Evarts có chiều dài chung 289 ft 5 in (88,21 m), mạn tàu rộng 35 ft 1 in (10,69 m) và độ sâu mớn nước khi đầy tải là 8 ft 3 in (2,51 m). Chúng có trọng lượng choán nước tiêu chuẩn 1.140 tấn Anh (1.160 t); và lên đến 1.430 tấn Anh (1.450 t) khi đầy tải. Hệ thống động lực bao gồm bốn động cơ diesel General Motors Kiểu 16-278A nối với bốn máy phát điện để vận hành hai trục chân vịt; công suất 6.000 hp (4.500 kW) cho phép đạt được tốc độ tối đa 21 kn (24 mph; 39 km/h), và có dự trữ hành trình 4.150 nmi (4.780 mi; 7.690 km) khi di chuyển ở vận tốc đường trường 12 kn (14 mph; 22 km/h).
Vũ khí trang bị bao gồm ba pháo 3 in (76 mm)/50 cal trên tháp pháo nòng đơn có thể đối hạm hoặc phòng không, một khẩu đội 1,1 inch/75 caliber bốn nòng và chín pháo phòng không Oerlikon 20 mm. Vũ khí chống ngầm bao gồm một dàn súng cối chống tàu ngầm Hedgehog Mk. 10 (có 24 nòng và mang theo 144 quả đạn); hai đường ray Mk. 9 và tám máy phóng K3 Mk. 6 để thả mìn sâu.
DE-270 được đặt hàng vào ngày 25 tháng 1, 1942, và được đặt tên USS Gillette vào ngày 23 tháng 2, 1943. Tên nó được đặt theo Trung úy Hải quân Douglas Wiley Gillette (1918-1942), người phục vụ trên tàu sân bay Hornet (CV-8) và đã tử trận khi Hornet bị đánh chìm trong Trận chiến quần đảo Santa Cruz vào ngày 26 tháng 10, 1942. Nó được đặt lườn tại Xưởng hải quân Boston ở Boston, Massachusetts vào ngày 7 tháng 4, 1943, và được hạ thủy vào ngày 19 tháng 5, 1943, được đỡ đầu bởi bà Charles T. (Laura K.) Owens Con tàu được chuyển giao cho Anh Quốc và đổi tên thành HMS Foley (K474) vào ngày 14 tháng 6, 1943, và nhập biên chế cùng Hải quân Hoàng gia Anh vào ngày 8 tháng 9, 1943 dưới quyền chỉ huy của Hạm trưởng, Thiếu tá Hải quân Donald E. Mansfield.

## Lịch sử hoạt động
Trong quá trình phục vụ cùng Hải quân Hoàng gia Anh, Foley hoạt động trong vai trò chính là hộ tống các đoàn tàu vận tải vượt Đại Tây Dương từ năm 1943 đến năm 1945. Vào ngày 21 tháng 11, 1943, phối hợp hoạt động cùng tàu xà lúp HMS Crane (U23), nó đã tấn công bằng mìn sâu và đánh chìm chiếc tàu ngầm U-boat Đức U-538 tại vùng biển Bắc Đại Tây Dương tại tọa độ 45°40′B 019°35′T / 45,667°B 19,583°T về phía Tây Nam Ireland.
Sau khi chiến tranh chấm dứt tại Châu Âu, Foley được hoàn trả cho Hoa Kỳ tại Harwich, Anh vào ngày 22 tháng 8, 1945, nhằm giảm bớt chi phí mà Anh phải trả cho Hoa Kỳ trong Chương trình Cho thuê-Cho mượn (Lend-Lease). Con tàu nhập biên chế trở lại cùng Hải quân Hoa Kỳ cùng ngày hôm đó như là chiếc USS Foley (DE-270), dưới quyền chỉ huy của Đại úy Hải quân Hoa Kỳ S. M. Strauss, và rời Anh Quốc vào ngày 29 tháng 8 trong thành phần Đội đặc nhiệm 21.3 để vượt Đại Tây Dương quay trở về Hoa Kỳ. Nó ghé lại Căn cứ Argentia, Newfoundland một thời gian ngắn và về đến Xưởng hải quân Philadelphia tại Philadelphia, Pennsylvania vào ngày 10 tháng 9.
USS Foley ở lại Philadelphia cho đến khi được cho xuất biên chế vào ngày 19 tháng 10, 1945. Tên nó được cho rút khỏi danh sách Đăng bạ Hải quân vào ngày 1 tháng 11, 1945; và con tàu bị bán để tháo dỡ vào ngày 19 tháng 6, 1946.